# العلاقات البلغارية الشمال مقدونية
العلاقات البلغارية الشمال مقدونية هي العلاقات الثنائية التي تجمع بين بلغاريا وشمال مقدونيا.

## مقارنة بين البلدين
هذه مقارنة عامة ومرجعية للدولتين:
| وجه المقارنة                                              | بلغاريا                                                                             | شمال مقدونيا                                               |
| --------------------------------------------------------- | ----------------------------------------------------------------------------------- | ---------------------------------------------------------- |
| المساحة (كم2)                                             | 110.99 ألف                                                                          | 25.71 ألف                                                  |
| عدد السكان (نسمة)                                         | 7.08 مليون                                                                          | 2.08 مليون                                                 |
| الكثافة السكانية (ن./كم²)                                 | 63.79                                                                               | 80.9                                                       |
| العاصمة                                                   | صوفيا                                                                               | إسكوبية                                                    |
| اللغة الرسمية                                             | اللغة البلغارية                                                                     | اللغة المقدونية، اللغة الألبانية                           |
| العملة                                                    | ليف بلغاري                                                                          | دينار مقدوني                                               |
| الناتج المحلي الإجمالي (بليون دولار)                      | 56.83 مليار                                                                         | 11.34 مليار                                                |
| الناتج المحلي الإجمالي (تعادل القوة الشرائية) بليون دولار | 130.99 مليار                                                                        | 29.26 مليار                                                |
| الناتج المحلي الإجمالي الاسمي للفرد دولار أمريكي          | 8.03 ألف                                                                            | 4.85 ألف                                                   |
| الناتج المحلي الإجمالي للفرد دولار أمريكي                 | 17.21 ألف                                                                           | 16.25 ألف                                                  |
| مؤشر التنمية البشرية                                      | 0.782                                                                               | 0.747                                                      |
| رمز المكالمات الدولي                                      | +359                                                                                | +389                                                       |
| رمز الإنترنت                                              | .bg، .бг ‏                                                                           | .mk                                                        |
| المنطقة الزمنية                                           | ت ع م+02:00، ت ع م+03:00، أوروبا/صوفيا ‏، توقيت شرق أوروبا، توقيت شرق أوروبا الصيفي ‏ | توقيت وسط أوروبا، ت ع م+01:00، ت ع م+02:00، أوروبا/سكوبيه ‏ |

## مدن متوأمة
في ما يلي قائمة باتفاقيات التوأمة بين مدن بلغارية وشمال مقدونية:
- ترتبط غابروفو مع كومانوفو باتفاقية توأمة منذ 1967.[18][19][20][21]
- ترتبط أسينوفغراد مع بريليب باتفاقية توأمة منذ 1992.[22]
- ترتبط دوبريتش مع كافادارشي باتفاقية توأمة.
- ترتبط سفيشتوف مع فيليس باتفاقية توأمة منذ 31 مايو 2011.
- ترتبط Veliko Tarnovo Municipality [الإنجليزية]‏ مع بيتولا باتفاقية توأمة منذ 1973.[23][24][25][23]
- ترتبط بلاغويفغراد مع ديلتشيفو باتفاقية توأمة.
- ترتبط Rakovski, Bulgaria [الإنجليزية]‏ مع بلدية ستروميتسا [الإنجليزية]‏ باتفاقية توأمة.
- ترتبط Sevlievo [الإنجليزية]‏ مع غيفغليا باتفاقية توأمة.
- ترتبط بازارجيك مع Aerodrom Municipality, Skopje [الإنجليزية]‏ باتفاقية توأمة منذ 1969.[26]
- ترتبط بلوفديف مع أوخريد باتفاقية توأمة.
- ترتبط سيميتلي مع ديلتشيفو باتفاقية توأمة.
- ترتبط صوفيا مع إسكوبية باتفاقية توأمة منذ 2000.
- ترتبط Panagyurishte [الإنجليزية]‏ مع كافادارشي باتفاقية توأمة.
- ترتبط فيليكو ترنوفو مع بيتولا باتفاقية توأمة منذ 7 يونيو 1997.[27][28][29][27]
- ترتبط بلفن مع بيتولا باتفاقية توأمة منذ 1999.
- ترتبط كازنلاك مع كوتشاني باتفاقية توأمة منذ 1 مارس 1995.
- ترتبط برنيك مع إسكوبية باتفاقية توأمة منذ 2008.[30][31][32][30]
- ترتبط نيسيبار مع أوخريد باتفاقية توأمة.
- ترتبط سيليسترا مع فيليس باتفاقية توأمة.

## منظمات دولية مشتركة
يشترك البلدان في عضوية مجموعة من المنظمات الدولية، منها:
| علم المنظمة | اسم المنظمة                               | تاريخ انضمام بلغاريا | تاريخ انضمام شمال مقدونيا |
| ----------- | ----------------------------------------- | -------------------- | ------------------------- |
|             | يونسكو                                    | 17 مايو 1956         | 28 يونيو 1993             |
|             | وكالة ضمان الاستثمار متعدد الأطراف        | 23 سبتمبر 1992       | 19 مارس 1993              |
|             | مجلس أوروبا                               | 7 مايو 1992          | ?                         |
|             | الأمم المتحدة                             | 14 ديسمبر 1955       | 8 أبريل 1993              |
|             | الاتحاد البريدي العالمي                   | ?                    | ?                         |
|             | البنك الدولي للإنشاء والتعمير             | 25 سبتمبر 1990       | 25 فبراير 1993            |
|             | الاتحاد الدولي للاتصالات                  | 18 سبتمبر 1880       | 4 مايو 1993               |
|             | منظمة حظر الأسلحة الكيميائية              | ?                    | ?                         |
|             | مؤسسة التمويل الدولية                     | 22 يوليو 1991        | 25 فبراير 1993            |
|             | المنظمة الأوروبية لسلامة الملاحة الجوية   | 1997                 | 1998                      |
|             | المركز الدولي لتسوية المنازعات الاستشارية | 13 مايو 2001         | 26 نوفمبر 1998            |
|             | منظمة التجارة العالمية                    | 1 ديسمبر 1996        | ?                         |
|             | منظمة الشرطة الجنائية الدولية             | ?                    | ?                         |
|             | منظمة الأمن والتعاون في أوروبا            | 25 يونيو 1973        | 12 أكتوبر 1995            |

## وصلات خارجية
- موقع وزارة الخارجية البلغارية